# Rodrigo Ruiz (conquistador)
Pedro Rodrigo Ruiz de Carmona fue un militar español conocido por participar en la conquista de Honduras y supuestamente dar muerte al Cacique Lempira.

## Biografía
Se desconoce mucho sobre sus primeros años aunque es posible que haya nacido en Extremadura en la corona de Castilla a finales del siglo XV en algún pueblo de la provincia española del cual no se tiene registros. En algún punto decidió tomar rumbo hacia América, posiblemente poco después de la conquista del Imperio mexica, y de la llegada de Hernán Cortés y Pedro Alvarado a Centroamérica llegando a la actual Guatemala. Tiempo después sería enviado a las Higueras, actual Honduras, para ayudar las fuerzas castellanas en la lucha contra los indígenas. En suelo centroamericano sirvió bajo las órdenes de Francisco de Montejo bajo el rango de Capitán, y ayudó a luchar contra la resistencia Lenca, la cual había frenado el avance español en suelo hondureño. Estando luchando contra los Lencas conoció el nombre de su líder, el Cacique Elempira o también llamado Lempira.  

### Muerte de Lempira
Si bien la crónica tradicional mayormente aceptada de la muerte del cacique escrita se basa en la obra del cronista Antonio de Herrera y Tordesillas, en la obra Historia general de los hechos de los castellanos en las islas y en tierra firme del mar Océano, Herrera afirma que Lempira murió a traición. En medio de una negociación de paz este fue asesinado por el disparo de un arcabuz. No obstante existe otra versión sobre la muerte de Lempira, encontrada en la Probanza de Méritos, un documento redactado en México en 1558 por el mismo Rodrigo Ruíz. Afirma que el capitán "Lempira", murió en combate con Ruíz en medio de un "guazábara" (algazara o batalla inesperada). Después de matar al cacique, éste procedió a cortarle la cabeza como prueba fehaciente de la muerte de Lempira. El texto incluye como testigos a Alonso de Maldonado y Catalina de Montejo.

### Controversia
Se tiene duda sobre lo escrito por Ruiz en la Probanza de méritos, debido a que es posible que el conquistador haya aprovechado el momento de quedarse con la fama de ser el hombre que dio fin al indómito líder Lenca, aquél que organizó una resistencia de más de 30,000 hombres que duró 12 años y freno todo intento español de avance. Esto fue posiblemente para obtener mejores tierras y un título nobiliario; esto lo apoya el hecho que muchos conquistadores de la época llegaban a América en búsqueda de enriquecerse y obtener mayor influencia política en Castilla. Se desconoce qué pasó después con él tras afirmar ser el hombre que mató a Lempira. De igual forma no se tiene registros ni ningún conocimiento de su lugar o fecha de muerte.

## En la cultura popular
El conquistador aparece en la película titulada "Lempiraː El señor de la Sierra" interpretado por el actor Jefferson Sierra, este hace su aparición junto a Francisco de Montejo y Alonso de Cáceres.